# Капітанівка (селище)
Капіта́нівка — селище в Україні, у Новомиргородській міській громаді Новоукраїнського району Кіровоградської області. Колишній центр Капітанівської селищної ради.

## Розташування
Капітанівка розміщена на відстані 13 км від центру територіальної громади у витоках колишньої притоки Великої Висі — Розливної. З будівництвом Капітанівського цукрового заводу на річці був облаштований каскад ставків-відстійників.
Північна та західна околиці селища є кордоном між Кіровоградською та Черкаською областями. На півдні Капітанівка межує з селом Тишківка.
23 квітня 2017 року в Капітанівці демонтували останній пам'ятник В. І. Леніну на Кіровоградщині.

## Історія

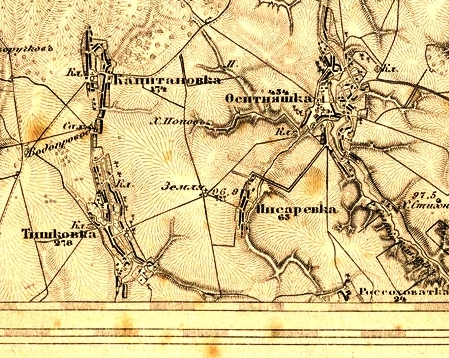
Капітанівка на військово-топографічній карті 1869 року

### Археологія
На території сучасної Капітанівки виявлено поселення скіфських часів (VI—IV ст. до н. е.) та досліджено близько 20 курганів.

### XVII—XVIII століття
Заснована Станіславом Конецпольським як слобода у 1638 році. 
Османський документ 1678 року згадує "паланку Капітанівка".
У 1787 році магнат Любомирський продав її князю Григорію Потьомкіну, а в 1795 село у спадщину одержав його племінник — генерал Висоцький. На той час Капітанівка входила до Чигиринського повіту Київської губернії.

### XIX століття
У 1838 році Капітанівка перейшла у власність графа Бобринського, який в 1846 році збудував тут цукровий завод. На підприємстві та його бурякових плантаціях працювали жителі Капітанівки й сусідніх сіл, зокрема, Тишківки.
1860 року в приміщенні селянської хати почала діяти церковнопарафіяльна школа, де навчалося 22 дітей. Вчителем тут працював відставний солдат, якому щорічно платили 25 крб. У 1863 році на громадські кошти для школи збудували дерев'яне приміщення.
За уставною грамотою 1861 року, земельні наділи селян Капітанівки були найменшими в повіті і становили 1,25 десятин на ревізьку душу. З 1404 десятин орної землі поміщикові належало 872 десятини, селянам — 494, а церкві — 38. В середньому, на один селянський двір припадало 1,7 десятини землі. Поширеною була земельна оренда та робота за наймом.
У 1875–1876 році на Капітанівському цукровому заводі було залучено 679 чоловіків, 137 жінок та 31 підліток. Робочий день становив 16-17 годин на добу. Технічний рівень виробництва і техніка безпеки залишались вкрай низькими, що часто спричиняло випадки травматизму і смертей.
Станом на 1885 рік, у колишньому власницькому селі Капітанівці Юзефівської волості Чигиринського повіту Київської губернії мешкало 752 особи, налічувалось 202 дворових господарства, існували православна церква, школа та постоялий будинок.
1892 року в Капітанівці було відкрито першу лікарню на 24 ліжка, де працювали лікар і фельдшер.
За переписом 1897 року кількість мешканців зросла до 1698 осіб (853 чоловічої статі та 845 — жіночої), з яких 1674 — православної віри.
У 1899 році на цукровому заводі було зайнято 370 осіб. Того ж року власники заводу відкрили в селі однокласну школу.

### XX століття
В 1906–1912 роках на цукровому заводі щосезону працювало 410—500 осіб. За 1912–1914 роки цукроварня значно розширилася. 1913 року було вироблено 276 тис. пудів цукру (вдвічі більше, ніж в 1893 році). Цукор Капітанівського заводу йшов переважно на експорт.
1914 року в селі було відкрито залізничну станцію на лінії Одеса—Бахмач, що поліпшило умови вивезення цукру.

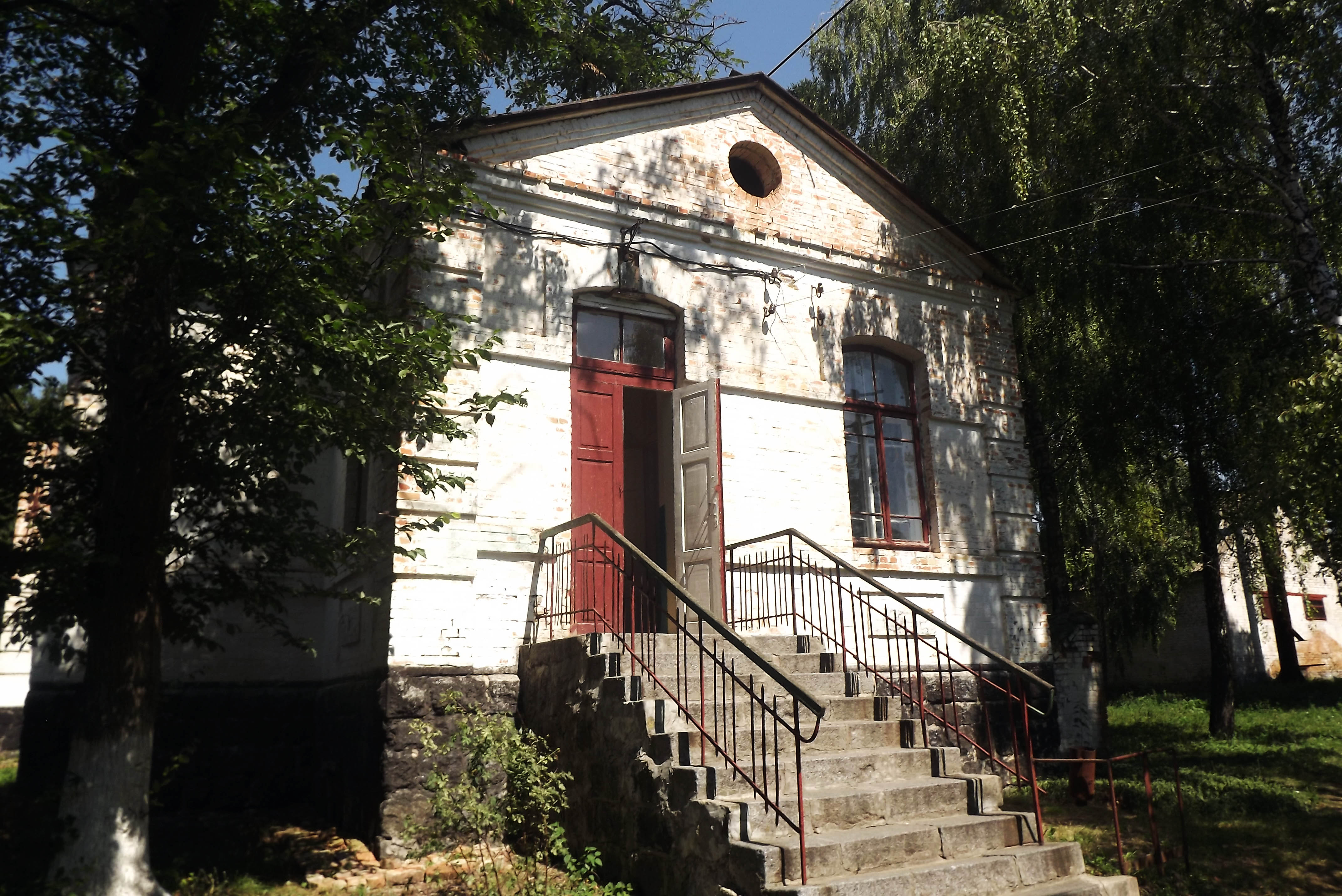
Дільнична лікарня

#### Перша світова війна
Напередодні світової війни 276 селянських господарств Капітанівки мали 349 десятин землі, тоді як поміщики Бобринські — 17 589 десятин. У 1912 році 22 господарства були безземельними, а 64 не мали худоби.
З початком війни на заводі було збільшено робочий день і зменшено заробітну плату. 4 травня 1915 року близько 70 жінок з Капітанівки та Тишківки, які обробляли бурякові плантації, поставили вимогу власникам цукроварні збільшити зарплату. Після погроз наглядача вони залишили роботу; до них приєдналися сільськогосподарські робітники з сусідніх економій та робітники цукрового заводу.

#### Визвольні змагання
У лютому 1918 року більшовики розбили загін гайдамаків УНР і окупували Капітанівку. Завод було поспіхом націоналізовано, а цукор з нього вагонами вивозився до Москви та Петрограда.
26 березня 1918 року на залізничну станцію прибули кілька австро-німецьких батальйонів. Після їх відступу влада в селі перейшла до військ Директорії, які залишили Капітанівку під час наступу частин РСЧА у грудні 1918 року.
В ніч на 11 травня 1919 року Капітанівку зайняли григор'євці. Основна частина їх військ вирушила до станції Бобринської. 20 травня 1919 року рештки загону були вибиті з Капітанівки. Село зайняли білогвардійці, але невдовзі вони були розбиті більшовиками, які остаточно встановили тут свою владу.

#### Міжвоєнний період

Капітанівський професійний ліцей

Протягом кількох місяців 1920 року в Капітанівці містився центр волості, перенесений сюди з Оситняжки. З розрахунку 2,5 десятини на мешканця було проведено розподіл поміщицької землі між селянами.
У 1921 році в одному з націоналізованих приватних будинків було відкрито лікарню. 1923 року в Капітанівці відкрилась семирічна школа, діяли клуб і хата-читальня.
В 1924 році на базі колишнього маєтку Бобринських в селі було створено радгосп, який мав 2888 га орної землі. За підтримки науковців Білоцерківської селекційної станції тут вирощувалось сортове насіння цукрових буряків.
1926 року було відбудовано цукровий завод; на той час тут працювало 400 чоловік. В 1930–1931 роках його було реорганізовано на цукрокомбінат. 1940 року підприємство щодня виробляло 1500 ц цукру.

Будинок культури

У 1928 році в Капітанівці виник перший ТСОЗ. 1930 року було створено колгосп імені Шевченка, до якого увійшли 74 % одноосібних господарств. В січні того ж року було організовано МТС і курси трактористів. Боротьбу селянства проти проведення суцільної колективізації підтримувало духівництво. У березні 1930 року селяни вчинили замах на представника райкому партії, який приїхав до Капітанівки.
Станом на 1937 рік, в колгоспі нараховувалось 70 коней, 50 корів та пасіка з 90 вуликами. Врожайність зернових в 1937–1940 роках становила 17,5 ц/га.
У передвоєнні роки в Капітанівці було споруджено нові кам'яні будинки та відкрито 4 крамниці. У 1937 році почала працювати дільнична лікарня зі стаціонаром та поліклінікою, обладнаною рентгенологічним кабінетом. Тут працювало 5 лікарів і 20 чоловік середнього медичного персоналу.
На базі семирічки в 1935 році було створено Капітанівську середню школу. В 1939–1940 роках 28 учителів навчали тут 430 дітей.
Восени 1939 року при цукровому комбінаті було засновано школу фабрично-заводського учнівства, яка щороку випускала 100—110 робітників. У селі діяв клуб, а з 1936 року випускалась газета. Фонд сільської бібліотеки становив 1250 примірників.

#### Друга світова війна
Німецькі війська зайняли Капітанівку 1 серпня 1941 року. До осені 1943 року на залізниці та в околицях села діяла підпільно-диверсійна група на чолі з Г. Д. Скопцем.
Капітанівку було звільнено 26 січня 1944 року частинами 69-ї гвардійської стрілецької дивізії 4-ї гвардійської армії та 26-го стрілецького корпусу 53-ї армії 2-го Українського фронту.
За період тимчасової окупації в тилу загинуло близько 120 капітанівців; до Третього Рейху були вивезені 60 мешканців села, 8 з яких загинули в концтаборах. На фронтах Другої світової війни воювали 510 мешканців Капітанівки, 291 з яких загинув, а 240 було нагороджено орденами й медалями. У братських могилах Капітанівки поховано 736 осіб.

### Повоєнні роки

Капітанівська ЗОШ

У 1944 році було відбудовано цукровий завод, а 1949 року відновлено довоєнні посівні площі. В 1950 році завод поповнився новою технікою, що дало можливість збільшити виробництво цукру.
З вересня 1947 року у нових приміщеннях розпочались заняття в середній та семирічній школах. У 1948 році відкрились сільський і заводський будинки культури. 1949 року були перебудовані приміщення дільничної лікарні та аптеки.
1958 року колгосп імені Шевченка об'єднався з тишківською артіллю «Росія» в одне господарство — «Жовтень».
03.04.1962 року Капітанівка отримала статус селища міського типу.
У 1965 році в селищі було розширено дільничну лікарню, де тоді працювало 32 медичних працівники. Того ж року школа фабрично-заводського навчання була реорганізована на профтехучилище.
1966 року було створено Капітанівське відділення районного об'єднання «Сільгосптехніки». 1972 року в селищі відкрився хлібзавод. Поряд з цукрокомбінатом та залізничною станцією було введено в експлуатацію численні двоповерхові багатоквартирні будинки.
У середній та восьмирічній школах Капітанівки в 1971–1972 роках працювало 55 вчителів і навчалось 756 учнів.
На початку 1970-х років у селищі існувало 5 бібліотек із загальним фондом в 75 тис. примірників, а також 6 дитячих садків і ясел, де виховувалось понад 260 дітей дошкільного віку.

## Населення

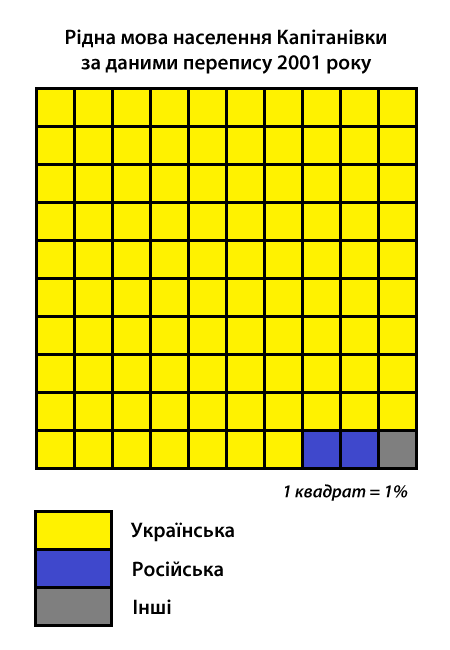
Рідна мова населення Капітанівки за даними перепису 2001 року

Станом на 1795 рік в Капітанівці мешкало 502 особи.
У 1850-х роках в селі налічувалося 77 дворів, в яких проживало 598 осіб.
1889 року в Капітанівці нараховувалося вже 286 дворів, де мешкало 1328 людей.
Наприкінці 1925 року в селі проживало 2183 людини.
У 1970 році населення Капітанівки становило 3800 осіб.
Згідно з переписом 2001 року, в селищі на той час проживало 2890 осіб.
| 1795 | 1885 | 1889 | 1925 | 1970 | 2001 | 2011 |
| ---- | ---- | ---- | ---- | ---- | ---- | ---- |
| 502  | 752  | 1328 | 2183 | 3800 | 2890 | 2655 |
|      | ▲    | ▲    | ▲    | ▲    | ▼    | ▼    |

Рідна мова населення Капітанівки за переписом 2001 року:
| Мова       | Частка  |
| українська | 97,39 % |
| російська  | 2,25 %  |
| білоруська | 0,13 %  |
| молдавська | 0,10 %  |
| вірменська | 0,10 %  |
| болгарська | 0,03 %  |

## Інфраструктура

Православна церква

### Освіта
У селищі на даний час не діє професійний ліцей переробної промисловості (колишнє СПТУ-10), працює загальноосвітня школа I—III ступенів, дитячий садок та бібліотека в приміщенні школи.

### Медицина

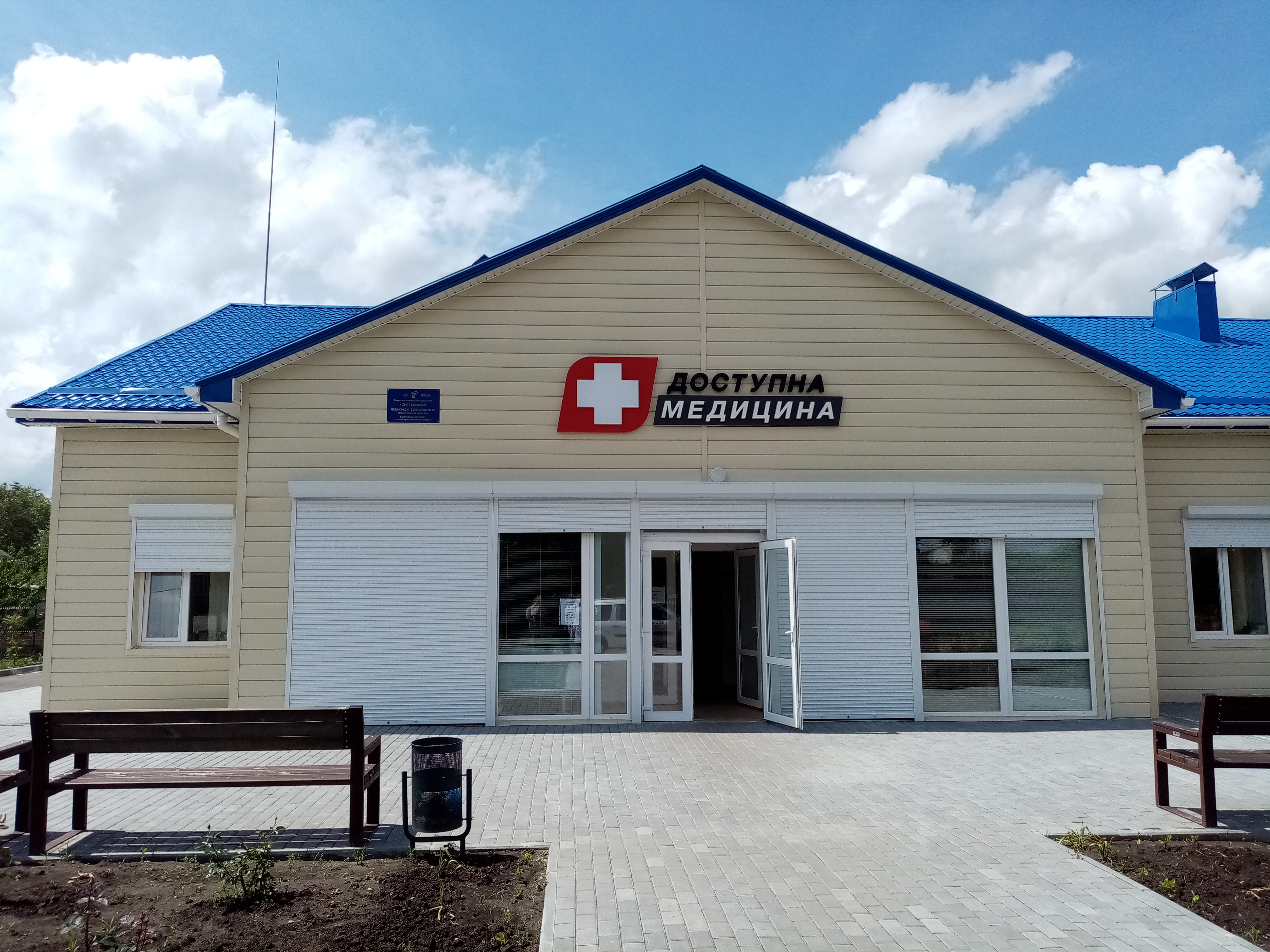
Капітанівська лікарська амбулаторія відкрита в 2020 році

У Капітанівці  дільнична лікарня (збудована графом Бобринським на початку XX століття) не працює, натомість відкрито нову лікарську амбулаторію (вул. Революційна, 1). 
До інших об'єктів соціальної інфраструктури належать будинок культури, відділення Укрпошти, відділення «Нової Пошти», православна церква, перукарня, близько десятка продовольчих і промислових магазинів та кілька кафе-барів, шиномонтаж. Селище газифіковане.

### Транспорт
Через місто проходить міжрайонна автомобільна дорога Т 2414 Сміла — Новомиргород.
Капітанівська залізнична станція обслуговує пасажирів дальнього («Київ — Одеса») та приміського сполучення («Станція ім. Тараса Шевченка — Виска» та «Станція ім. Тараса Шевченка — Помічна»).
Регулярні перевезення здійснюють рейсові автобуси сполученням:
- Капітанівка—Кропивницький
- Новомиргород—Черкаси
- Оситняжка—Кропивницький
- Оситняжка- Новомиргород

## Економіка

Капітанівський цукровий завод

### Промисловість
- У Капітанівці працює друге за потужністю в Новомиргородському районі промислове підприємство — цукровий завод ЗАТ «Новомиргородський цукор» (вул. Промислова, 6). Чисельність працівників на ньому — близько 600 осіб.

- У селищі працює елеватор Капітанівського зернозаготівельного підприємства.

- Нині не функціонують: хлібзавод, завод продтоварів.

### Сільське господарство
На території селищної ради здійснюють господарську діяльність такі сільськогосподарські підприємства та фермерські господарства:
- ТОВ «Агро-Рось»
- ТОВ «Прищепівка»
- ТОВ «Агроконтракт»
- ТОВ «АФ Колос»
- ФГ «Юрія»
- СФГ «Лідія»

### Лісове господарство
Поблизу селища розташоване Капітанівське лісництво (фактично — на території Черкаської області).

## Вулиці

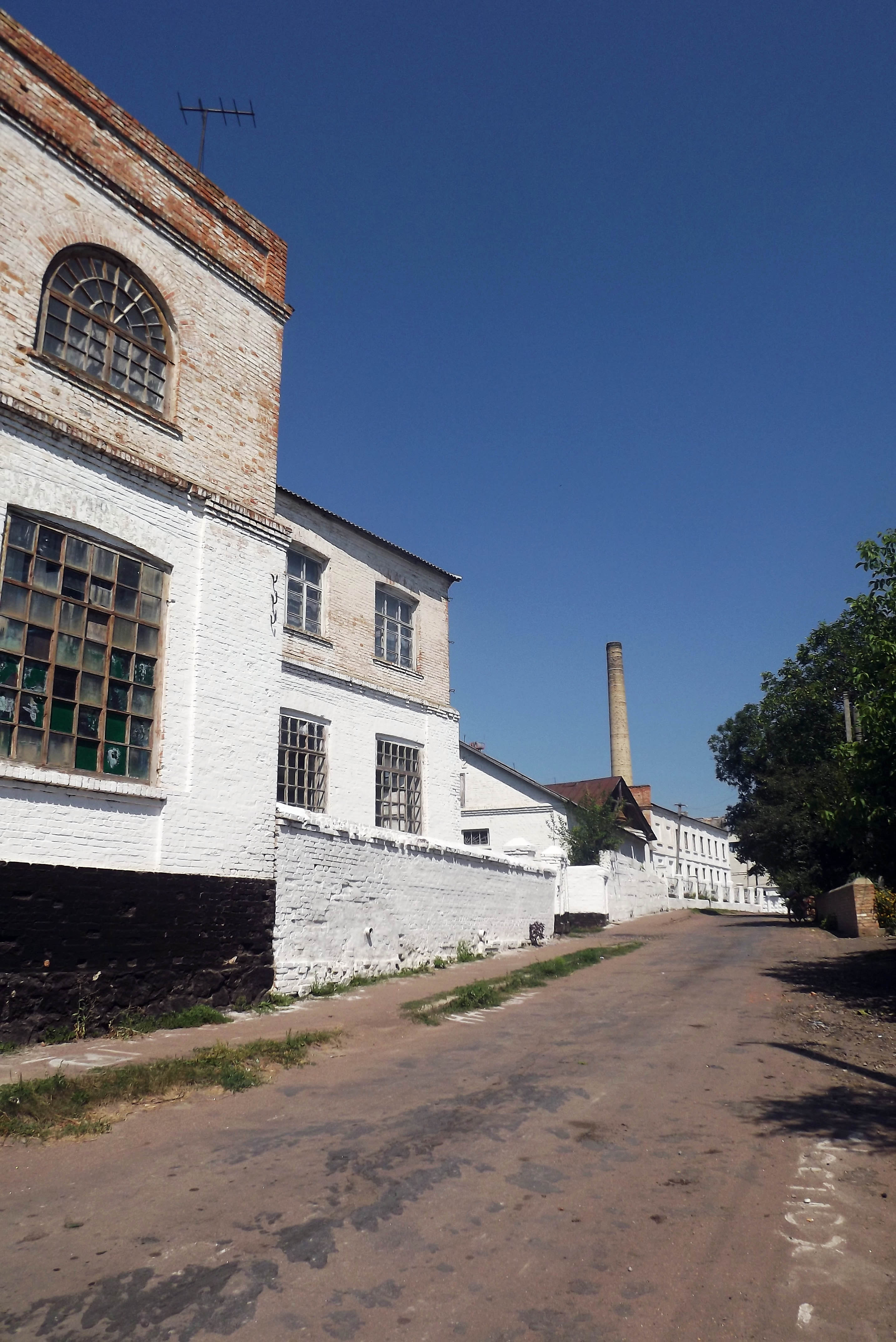
Вулиця Урицького

У Капітанівці налічується 27 вулиць та два провулки:
- Покровська вул.
- Гайдара вул.
- Гетьмана Сагайдачного вул.
- Горького вул.
- Успенська вул.
- Шкільна вул.
- Заводська вул.
- Вокзальна вул.
- Мазепи вул.
- Софіївська вул.
- Берегова пров.
- Комарова вул.
- Перемоги вул.
- Бобринського вул.
- Лесі Українки вул.
- Маяковського вул.
- Молодіжна вул.
- Незалежності вул.
- Першотравнева вул.
- Соборності вул.
- Промислова вул.
- Революційна вул.
- Смілянська вул.
- Смілянський пров.
- Тишківвська вул.
- Федоренка вул.
- Польова вул.
- Чехова вул.
- Шевченка вул.

## Пам'ятки
- Будівля дільничної лікарні, збудована графом Бобринським на початку XX століття, внесена до реєстру пам'яток архітектури місцевого значення за № 392-Кв.

### Пам'ятники
| Назва                                                          | Розташування                                       | Дата встановлення | Фото | Короткі відомості |
| Воїнам, загиблим в роки Другої Світової Війни, братська могила | у парку біля церкви                                |                   |      | У братській могилі біля пам'ятника поховано 182 вояки, імена яких вказані на могильних плитах.                                       |
| Радянських воїнів, братська могила                             | по вул. Смілянській, біля кладовища                |                   |      | У братській могилі поховано 25 радянських солдат, загиблих під час звільнення села. Імена 18 з них вказані на плиті під пам'ятником. |
| Жертвам Голодомору, пам'ятний хрест                            | по вул. Смілянській, на кладовищі                  |                   |      | |
| Пам'ятний хрест                                                | по вул. Смілянській, на території колишньої церкви | 1995              |      | Хрест встановлено в 1995 році на території колишньої церкви. На постаменті є напис: \| 1995 Кресту Твоєму покланяємся Владыко \|     |
| 1995 Кресту Твоєму покланяємся Владыко                         |                                                    |                   |      | |

## Персоналії
- Драган Галина Степанівна — депутат Верховної Ради Української РСР 10го та 11го скликань;
- Сас Сергій Володимирович — народний депутат України;
- Бондаренко Віталій Михайлович — доктор фізико-математичних наук, професор, лауреат Державної премії України в галузі науки і техніки за 2007 рік (нині працює в Інституті математики НАН України, м. Київ);
- Гаврилюк Володимир Петрович — металург, доктор технічних наук;
- Бугаєнко Н. Л. — письменник (1917–1970);
- Дроздовська Т. М. — доктор медичних наук;
- Ніцой Лариса Миколаївна українська письменниця, педагог, член Національної спілки письменників України.
- Савраненко Альона Олегівна (alyona alyona) — реп-виконавиця.